# 장충단집회 방해사건
《장충단집회 방해사건》은 1957년 5월 25일 제1공화국 자유당의 독재에 성토하기 위해 장충단 공원에서 조병옥, 전진한, 김두한, 민관식, 장택상 등 야당의 국민주권옹호 투쟁위원회 주최로 열린 야당 시국강연회에서 여당의 정치테러사건으로 한국 정치사에 야당을 불법적으로 탄압한 하나의 예로 들 수 있는 사건이다.

## 개요
1957년 5월 25일 제1공화국 자유당 독재를 성토하기 위해 야당 국민주권옹호 투쟁위원회가 장충단 공원에서 시국강연회를 주최하였고, 서울 시민 약 30여만 명이 자유당에 대한 성토를 듣기 위하여 운집하였다. 오후 3시경에 민관식 의원의 사회로 연사순서가 알려지고, 전진한 의원의 연설이 이어졌다. 연단에는 장택상, 조병옥 의원이 참석했으며, 김두한 의원은 야당의 총경비책임자이었다.
전진한 의원에 이어 조병옥 의원이 연설하는 도중 이들은 마이크와 앰프에 불을 지르는 등 테러를 자행하고 유유히 사라졌다. 연단에 있던 조병옥, 전진한, 장택상 의원 등은 김두한 의원의 경호로 피신하였다.
이러한 만행이 자행되는 동안 치안을 담당하는 경찰은 테러행위에 대해 방조했다. 난동이 벌어지는 동안 피신하고 있던 장택상, 조병옥, 전진한 등은 사태가 진정된 후 수행원들의 경호를 받으며 연단에 올라섰으나, 불타버린 마이크로 인하여 오후 4시 30분경에 강연회는 중단할 수밖에 없었다. 집회방해사건을 수사한 서울지검은 집회방해주동자 유지광 등을 조사하였으나, 그 배후관계는 규명하지 못하고 그해 12월 30일 유지광만을 재물손괴죄 등으로 구속기소한 채 수사를 종결하였다.
1957년 6월 8일에 개회된 제25회 임시국회 본회의에서 폭도들의 집회방해행위를 경찰이 방치한 이유, 이 사건이 경찰의 배후조종 또는 묵인하에 저질러진 것인지의 여부, 폭도들에 대한 수사가 지연되는 이유 등에 대하여 법무부장관과 내무부 장관에게 집중적으로 추궁하였다. 그러나 장택상 의원이 질의 도중 이승만 대통령을 식민지대통령이라고 지칭한 발언이 문제가 되어 여당이 징계동의를 발의하여 야당의원 전원이 퇴장한 채 표결을 강행하는 등 파동이 있었다. 이 사건 이후 자유당은 지지도가 하락하는 원인을 불러왔으며 언론에서 깡패라는 용어가 크게 부각되는 계기가 되었다.

## 참고 자료
- 장충단집회 방해사건 - 국가기록원[깨진 링크(과거 내용 찾기)]
- <폭력배에 짓밟힌 장충단 시국강연회> 1957년 5월 27일 동아일보
- <자유의 짓밟힌 야당연설회> 1957년 5월 27일 경향신문